# Sint-Gertrudiskerk (Frankfurt an der Oder)
De Sint-Gertrudiskerk (Duits: Sankt-Gertraud-Kirche) is een neogotische kerk in Frankfurt aan de Oder. 

## Voorgangers
In 1368 liet het rijke kleermakersgilde voor zuidwaarts trekkende kooplieden en lokale bewoners van een nederzetting buiten de stadsmuren een kapel als gebedshuis bouwen. De kapel werd in 1432 door hussieten vernietigd, maar al snel herbouwd. Dankzij de reformatie werd de kapel in 1539 tot parochiekerk verheven. Het kerkgebouw werd in april 1631 kort voor een aanval van de troepen van de Zweedse koning Gustaaf II door keizerlijke troepen in brand gestoken. In 1660 volgde de herbouw in barokke stijl (iniwijding 25 april 1662). Na de Duitse bevrijdingsoorlog verloor het kleermakersgilde aan betekenis en kon het de kerk niet meer financieren, zodat de kerk in handen kwam van de stad Frankfurt. Voor de opheffing van het kleermakersgilde werd nog een zilveren doopschaal, doopkan en een dooptafel geschonken. De doopschaal wordt nog altijd gebruikt.
In 1822 werd de kerk bouwvallig en werden de erediensten verplaatst naar de Mariakerk. Nog in 1856 werd het interieur van de Gertrudiskerk gerestaureerd.

## De neogotieke Gertrudiskerk
In 1865 werden met de aanstelling van een bouwcommissie de eerste stappen gezet voor een nieuwe Gertrudiskerk. De bouw van een neogotisch ontwerp werd begonnen in 1873. Op 20 december 1878 werd de kerk voltooid; de bouw van de torenspits volgde in de jaren 1882-1885.
De kerk raakte tegen het einde van de Tweede Wereldoorlog door een artillerie voltreffer zwaar beschadigd. Het herstel volgde snel en op 15 mei 1949 kon de provisorisch gerenoveerde kerk weer in gebruik worden genomen.  
Na een fusie van de Gertrudisparochie met de Mariaparochie werden een aantal voorwerpen uit de oude Mariakerk in de Gertrudiskerk geplaatst. Hieronder bevinden zich het Maria-altaar uit 1489, een 4,7 meter hoge zevenarmige kandelaar uit circa 1375, een bronzen doopvont uit 1376 en een verzameling waardevolle epitafen. Zowel het doopvont als de kandelaar zijn als biblia pauperum versierd met reliëfscènes uit de Bijbelse geschiedenis. 
In de jaren 1978-1980 werd de kerk verbouwd en een tussenvloer toegevoegd. Op de begane grond ontstonden gemeente- en kantoorruimten, terwijl de bovenverdieping als godshuis fungeert.   
Het orgel op de westelijke galerij werd in 1879 door de orgelbouwer Wilhelm Sauer geïnstalleerd. Het vervoegd over 36 registers en drie manualen. 